# Pat Gelsinger
Patrick Paul Gelsinger (Robesonia, 1961) is een Amerikaanse zakenman en ingenieur. Hij was van 2021 tot 1 december 2024 CEO van Intel.
Gelsinger is sinds eind jaren zeventig gevestigd in Silicon Valley en studeerde af aan de Stanford University met een masterdiploma in engineering. Hij was drie jaar lang president en chief operating officer bij EMC en daarna was hij acht jaar CEO van VMware. Later stapte hij over naar Intel, waar hij meer dan drie decennia werkzaam was. Bij Intel ontwierp hij de architectuur voor de Intel 80486-processor in de jaren tachtig en diende als CTO en als senior vice president en general manager van de Digital Enterprise Group. Hij vertrok na meer dan drie decennia bij Intel te hebben gewerkt, maar kwam begin 2021 terug als CEO.

## Privéleven en onderwijs
Gelsinger groeide op op een boerderij in Pennsylvania. Na de middelbare school haalde hij zijn associate's degree op het Lincoln Tech instituut in New Jersey. Vervolgens begon hij in 1979, op 18-jarige leeftijd, bij Intel te werken. Tijdens zijn carrière bij Intel behaalde hij in 1983 een bachelorgraad in elektrotechniek aan de Santa Clara University en in 1985 een masterdiploma aan de Stanford University.
In 2013 was Gelsinger een van de oprichters van Transforming the Bay with Christ (TBC), een samenwerking van zakenlieden, investeerders, goede doelen organisaties en pastors, die er op gericht is om binnen tien jaar 1 miljoen mensen te bekeren tot het christendom.

## Carrière
Gelsinger begon in 1979 bij Intel te werken als kwaliteitscontroletechnicus. Hij was in 1985 een van de ontwerpingenieurs van de Intel 80386-processor en de architect van de 80486-processor, geïntroduceerd in 1989. In 1992 werd hij benoemd tot vice-president van de Intel Products Group en algemeen directeur van de Personal Computer Enhancement Division binnen de Business Communications Division. In 1996 werd hij algemeen directeur van Intel's Desktop Products Group. In 2001 werd hij benoemd tot de eerste Chief Technology Officer van Intel. Als CTO lanceerde hij de Intel Developer Forum conferentie als tegenhanger van Microsoft's WinHEC. In 2005 werd hij senior vice-president en general manager van Intel's Digital Enterprise Group.
In september 2009 verliet Gelsinger Intel om zich bij EMC aan te sluiten als president en chief operating officer. In 2012 werd hij benoemd tot CEO van VMware. Eind 2013 noemden sommige brancheanalisten Gelsinger als mogelijke opvolger van Steve Ballmer als CEO van Microsoft .
Intel kondigde op 13 januari 2021 de benoeming aan van Gelsinger als hun nieuwe CEO, met ingang van 15 februari. Voordat Gelsinger terugkeerde kwam er een brief van aandeelhouder en activistische investeerder Dan Loeb van Third Point Management aan de raad van bestuur, waarin hij Intel opriep een investeringsadviseur in te huren om het achterblijvende marktaandeel van het bedrijf te herstellen.
In mei 2021 werd Gelsinger geïnterviewd door Lesley Stahl van het Amerikaanse actualiteitenprogramma 60 Minutes. Hierin verklaarde hij dat Intel van plan is om de Taiwanese chipfabrikant TSMC qua productie in te halen. Hij kondigde ook een upgrade aan van een fabriek in New Mexico.